# Esquíos
Esquíos (oficialmente y en asturiano: Os Esquíos) es una casería de la parroquia de Veigas, concejo de Taramundi, en la comarca del Eo-Navia, Principado de Asturias, España.